# Castianeira bartholini
Castianeira bartholini är en spindelart som beskrevs av Simon 1901. Castianeira bartholini ingår i släktet Castianeira och familjen flinkspindlar. Inga underarter finns listade.